# سدار گروو (شهرستان اورنج، کارولینای شمالی)
سدار گروو (به انگلیسی: Cedar Grove) یک منطقهٔ مسکونی در ایالات متحده آمریکا است که در شهرستان اورنج، کارولینای شمالی واقع شده‌است. سدار گروو ۲۱۶٫۱۱ متر بالاتر از سطح دریا واقع شده‌است.